# Dives in misericordia
Dives in misericordia (en español: Rico en misericordia) es la segunda encíclica del papa Juan Pablo II y fue publicada el 30 de noviembre de 1980. Trata de la misericordia divina.

## Contenido
- Bendición: «Venerables Hermanos, amadísimos Hijos e Hijas: ¡salud y Bendición Apostólica!»
- Capítulo I: Quien me ve a mí, ve al Padre (cf Jn 14,9)
  - Revelación de la misericordia
  - Encarnación de la misericordia
- Capítulo II: Mensaje mesiánico
  - Cuando Cristo comenzó a obrar y enseñar
- Capítulo III: El Antiguo Testamento
  - El concepto de «misericordia» en el Antiguo Testamento
- Capítulo IV: La parábola del hijo pródigo
  - Analogía
  - Reflexión particular sobre la dignidad humana
- Capítulo V: El misterio Pascual
  - Misericordia revelada en la cruz y en la resurrección
  - Amor más fuerte que la muerte más fuerte que el pecado
  - La Madre de la Misericordia
- Capítulo VI: «Misericordia... de generación en generación»
  - Imagen de nuestra generación
  - Fuentes de inquietud
  - ¿Basta la justicia?
- Capítulo VII: La misericordia de Dios en la misión de la Iglesia
  - La Iglesia profesa la misericordia de Dios y la proclama
  - La Iglesia trata de practicar la misericordia
- Capítulo VIII: Oración de la Iglesia de nuestros tiempos
  - La Iglesia recurre a la misericordia divina